# 濱西諒
濱西 諒（はまにし りょう、2000年4月24日 - ）は、日本の競歩選手。5000メートル競歩の日本記録保持者。2024年パリオリンピックの20km競歩に出場した。
大阪府出身。豊中市立第四中学校、履正社高校、明治大学卒。サンベルクス所属。